# Площа Дофіна
48°51′24″ пн. ш. 2°20′33″ сх. д. / 48.856538888889° пн. ш. 2.3424277777778° сх. д.
Площа Дофіна (фр. place Dauphine) — громадська площа, розташована недалеко від західного кінця Іль-де-ла-Сіте у першому окрузі Парижа. Її було закладено Генріхом IV у 1607 році. Вона є другим його проєктом для публічних скверів у Парижі, першим з яких була Королівська площа (фр. Place Royale) (тепер Площа Вогезів (фр. Place des Vosges)).
Король назвав площу на честь свого сина, дофіна Франції і майбутнього короля Людовика XIII, який народився в 1601 році.
Від площі, фактично трикутної форми, можна дістатися до середини мосту Пон-Неф (фр. Pont Neuf), який з'єднує лівий і правий береги Сени, проходячи над островом Сіте. Вулиця Анрі Робера (фр. Rue Henri-Robert), має таку назву, починаючи з 1948 р. Довжиною сорок метрів, вона з'єднує площу Дофіна і міст. Там, де вони зустрічаються, є два інших відомих місця: площа Пон-Неф (фр. Place du Pont-Neuf) і площа дю-Верт-Галан (фр. Place du Vert-Galant).

## Історія
Площу Дофіна було закладено у 1607-10рр., коли Королівська площа ще будувалася. Вона була одним з перших містобудівних проєктів Генріха IV і знаходилася на місці, створеному з частини західного саду анклаву, відомого як палац Сіте (фр. Palais de la Cité) (тому що Капетинги жили там давно, ще до збудування Лувра). Там був павільйон, Maison des Etuves, розташований у західній стіні саду, що виходила на два річкові острівці, чи навіть мулисті обмілини. Один острів був приєднаний і заповнений землею, утворивши середню ділянку, Пон-Нефу, terre-plein (завершена в 1606 році), що розширила Іль-де-ла-Сіте на захід і, на низовій стороні мосту, платформу, підтримує кінну статую Генріха IV (встановлена в 1614 році). Другий острів було видалено. Площа Дофіна мала зайняти західну частину саду і вільні землі, що були створені між ним і мостом.
Близько 3 гектарів землі було передано Ашілю де Арле, сеньору де Бомону, 10 березня 1607 року з дорученням виконати проєкт за загальним планом, в якому будинки будуть дотримуватися певного повторюваного фасаду. Розробка складалася з двох складових: трикутної площі і ряду будинків на відстані від основи трикутника на східній стороні вулиці де Арле, де вулиця повертала та простягалася далі на схід уздовж причалів. На площу було два входи: один у середині східного ряду, другий — у західній точці, що виходить на Пон-Неф. Західний («низовий») шлюз був утворений парними павільйонами, що стоять навпроти мосту, і статуєю Генріха IV з іншого боку.
Останній з будинків (на південно-східному куті площі) був закінчений у 1616 році. Спочатку всі вони були побудовані з більш-менш вказаними фасадами, які були подібні до тих, що були на Королівській площі, хоча будинки були більш скромними. В кожному повторюваному блоці на першому поверсі знаходилися дві аркадні вітрини, прикрашені каменем, між якими вузькі двері відкривалися у прохід до внутрішнього двору з крутими сходами, що ведуть до двох житлових поверхів вище. На вершині був мансардний поверх з крутим шиферним дахом і мансардою, подібно до Королівської площі, за винятком того, що кожен блок на площі Дофіна був покритий єдиним дахом, а мансардні вікна «не давали натяку на окремі будинки». Насправді, за фасадами, самі будинки, побудовані окремими покупцями, змінювалися за планом і площею.
З моменту будівництва майже всі будинки, що оточують площу, були підняті у висоту з урахуванням нових фасадів, перебудованих або замінених імітаціями оригіналів. Лише двоє зберігають свій первісний вигляд (ті, що стоять входами до Пон-Нефу). У 1792 році під час Революції площу Дофіна було перейменовано в місце Thionville, як вона і називалася до 1814 року. Колишня східна частина, сильно пошкоджена вогнем під час боїв Паризької Комуни 1871 року, була посунута, щоб відкрити панораму на Палац правосуддя.

## Станції метро
Площа Дофіна:
| ___ | Розташована біля станцій Метрополітену: Pont Neuf та Cité. |

Вона обслуговується лініями 4 та 7.